# Барнштедт
Барнштедт (нім. Barnstädt) — громада в Німеччині, розташована в землі Саксонія-Ангальт. Входить до складу району Заалє. Складова частина об'єднання громад Вайда-Ланд.
Площа — 18,21 км2. Населення становить 976 ос. (станом на 31 грудня 2021).

## Галерея

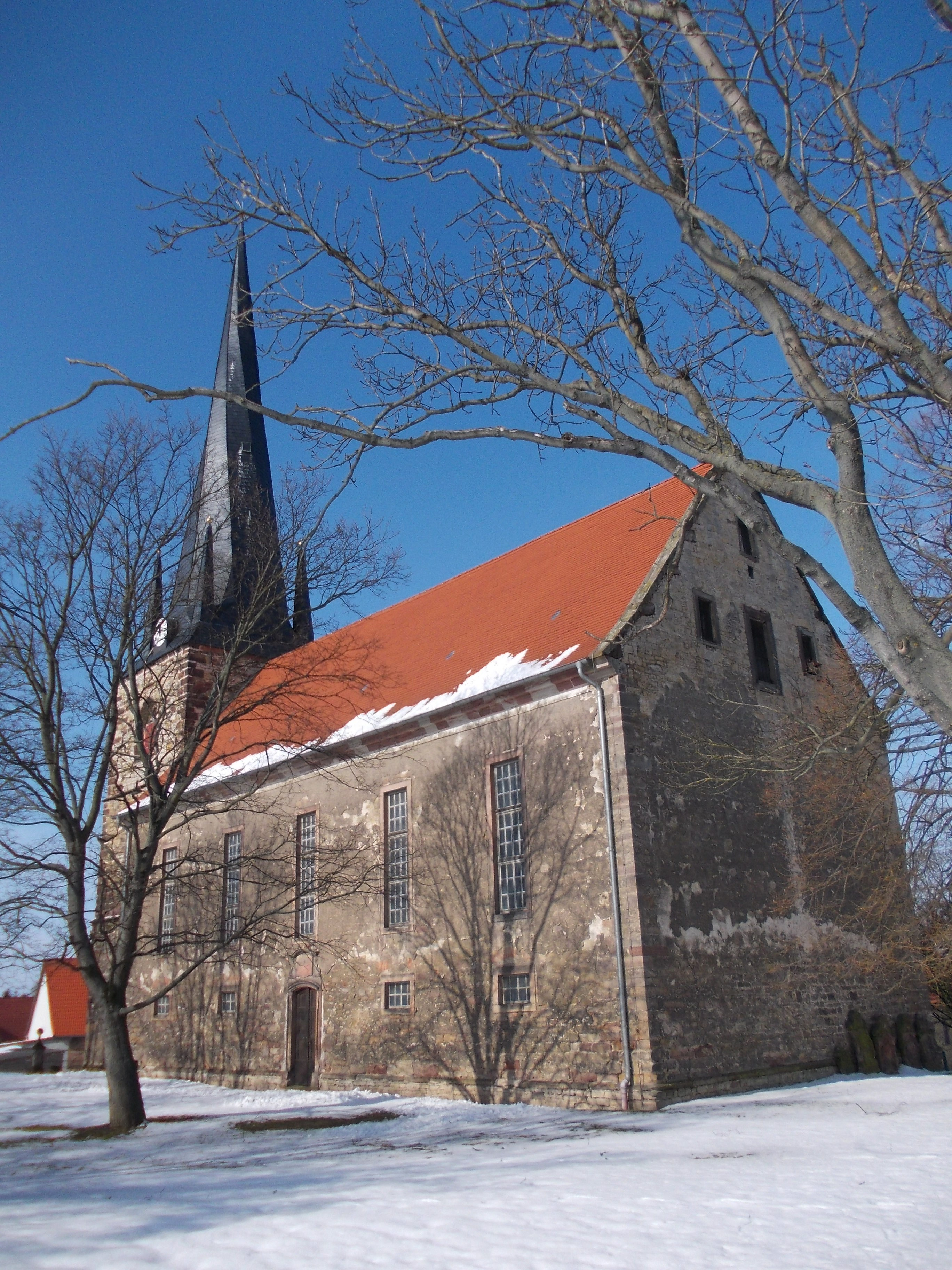